# Angst (singel)
Angst är en singel av Rammstein från deras åttonde studioalbum Zeit. Singeln lanserades samma dag som albumet, den 29 april 2022. Musikvideon, som regisserades av Robert Gwisdek, hade premiär samma datum.

## Låtlista
Alla låtar är skrivna och komponerade av Rammstein, om inte annat anges. 
| Nr | Titel | Längd |
| -- | ----- | ----- |
| 1. | Angst | 3:44  |